# Winnie-The-Pooh: Blood and Honey 2
Série Twisted Childhood Universe
Winnie-the-Pooh: Blood and Honey
(2023) Peter Pan's Neverland Nightmare
(2025)
Série Winnie-the-Pooh: Blood and Honey
Winnie-the-Pooh: Blood and Honey
(2023) Winnie-The-Pooh: Blood and Honey 3
(2026)
Pour plus de détails, voir Fiche technique et Distribution.
Winnie-the-Pooh: Blood and Honey 2 ou Winnie l'Ourson : Du sang et du miel, en Belgique, est un film d'horreur britannique indépendant réalisé par Rhys Frake-Waterfield (en) et sorti en 2024. Il s'agit de la suite du film Winnie-the-Pooh: Blood and Honey et du deuxième film du Twisted Childhood Universe (TCU).
Le film suit Winnie l'ourson, Porcinet, Maître Hibou et Tigrou ne voulant plus vivre dans l'ombre et menant leur combat dans la ville d'Ashdown, laissant dans leur sillage une traînée sanglante de mort et de désordre.

## Synopsis
Au cœur de la forêt des rêves bleus, une rage destructrice grandit chez Winnie l'ourson, Porcinet, Maître Hibou et Tigrou après que Jean Christophe ait révélé leur existence. Ne voulant plus vivre cachés, les quatre animaux décident de continuer leur génocide contre les humains à Ashdown là où vit Jean-Christophe en laissant une trace sanglante derrière eux. Les créatures vont montrer qu'ils sont les plus forts, malins et rusés et vont se venger de Jean- Christophe une bonne fois pour toutes.

## Fiche technique
Sauf indication contraire, les informations mentionnées dans cette section peuvent être confirmées par les bases de données cinématographiques IMDb et Allociné,  présentes dans la section « Liens externes ».
- Titre original et français : Winnie-the-Pooh: Blood Honey 2
- Titre belge : Winnie l'Ourson : Du sang et du miel 2
- Réalisation : Rhys Frake-Waterfield (en)
- Scénario : Rhys Frake-Waterfield (en), Matt Leslie, d'après les livres Winnie l'ourson d'Alan Alexander Milne et d'Ernest Howard Shepard
- Décors : Jamie Sneddon
- Costumes : Talia Cansiz
- Photographie : Vince Knight
- Montage : N/A
- Production : Rhys Frake-Waterfield (en), Scott Chambers
- Production déléguée : Stuart Alson, Nicole Holland
- Musique : Andrew Scott Bell
- Budget : 400 000 £
- Sociétés de production : Jagged Edge Productions, ITN Studios
- Distribution : Fathom Events (États-Unis), Crome Films (France)[1]
- Langue originale : anglais
- Genre : horreur, fantastique
- Pays de production :  Royaume-Uni
- Durée : 95 minutes
- Dates de sortie :
  - États-Unis : 26 mars 2024
  - France : 25 septembre 2024 (DVD et Blu-ray)
- interdit aux moins de 12 ans

## Distribution
- Scott Chambers (VF : Michel Barrio) : Jean-Christophe
- Ryan Olivia : Winnie l'ourson
- Peter DeSouza-Feighoney : Winnie l'ourson, jeune
- Eddy MacKenzie : Porcinet
- Lewis Santer : Tigrou
- Marcus Massey : Maître Hibou
- Simon Callow (VF : Éric Bonicatto) : Cavendish
- Tallulah Evans (VF : Cécilia Debergh) : Lexy
- Alec Newman (VF : Michaël Cermeno) : Alan Robin
- Nicole Wright (VF : Isabelle Brès) : Daphne Robin
- Thea Evans : Bunny
- Teresa Banham (VF : Magali Mestre) : Mary Darling
- Tade Adebajo : Ava
- Flynn Gray (VF : Sophie Ostria) : Freddie
- Nichaela Farrell : Cara
- Flynn Matthews : Finn
- Thanael Weeks : Shepard
- Joshua Osei : Darell
- Ash Tandon (VF : Philippe Mijon) : Dr Collins

## Production

### Genèse et développement
En novembre 2022, Rhys Frake-Waterfield (en) annonce qu'une suite, intitulée Winnie The Pooh: Blood and Honey 2 est en développement avec son retour à la réalisation et au scénario. En septembre 2023, des images sont dévoilées montrant l'ajout du personnage de Maître Hibou. Le personnage de Tigrou, absent du premier film, apparaît également dans le film. Rhys Frake-Waterfield (en) annonce également  que le film sera trois fois plus gore que le premier film.

### Attribution des rôles
Les acteurs principaux du premier film ne reviendront pas et sont remplacés par Scott Chambers, Ryan Oliva, Eddy MacKenzie dans les rôles de Christopher Robin, Winnie l'ourson, ainsi que Porcinet. Les acteurs Lewis Santer ainsi que Marcus Massey sont annoncés dans les rôles respectifs de Tigrou, et du Maître Hibou. D'autres acteurs tels que Simon Callow, Tallulah Evans et Alec Newman sont annoncés dans les rôles de Cavendish, Lexy, Alan Robin.

### Tournage
Le tournage débute à l'automne 2023.

## Sortie et accueil
Une première bande-annonce est dévoilée le 5 février 2024.
La sortie américaine de Winnie-the-Pooh: Blood and Honey 2 a lieu le 26 mars 2024.